# Cviček

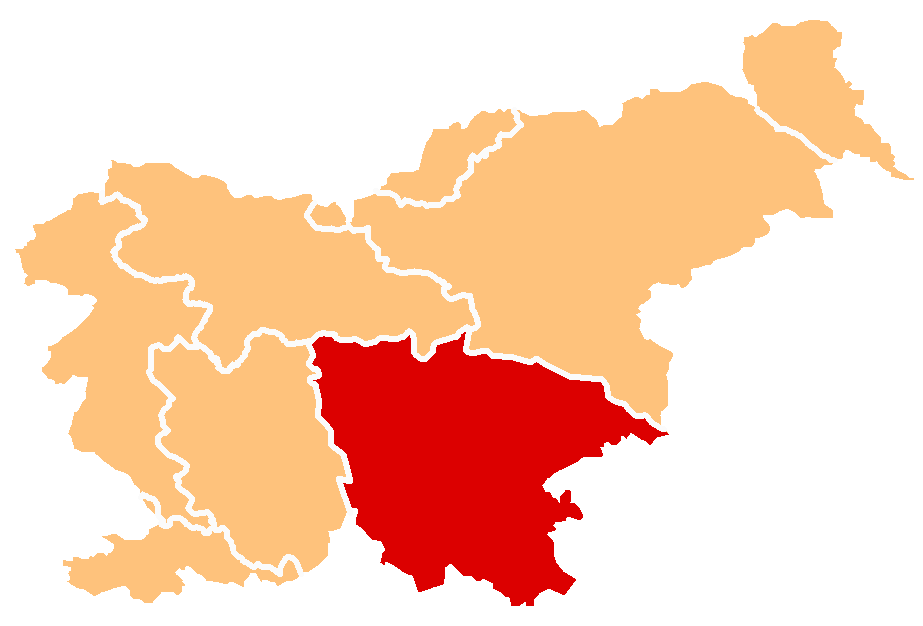
Ubicación de la región Dolenjska

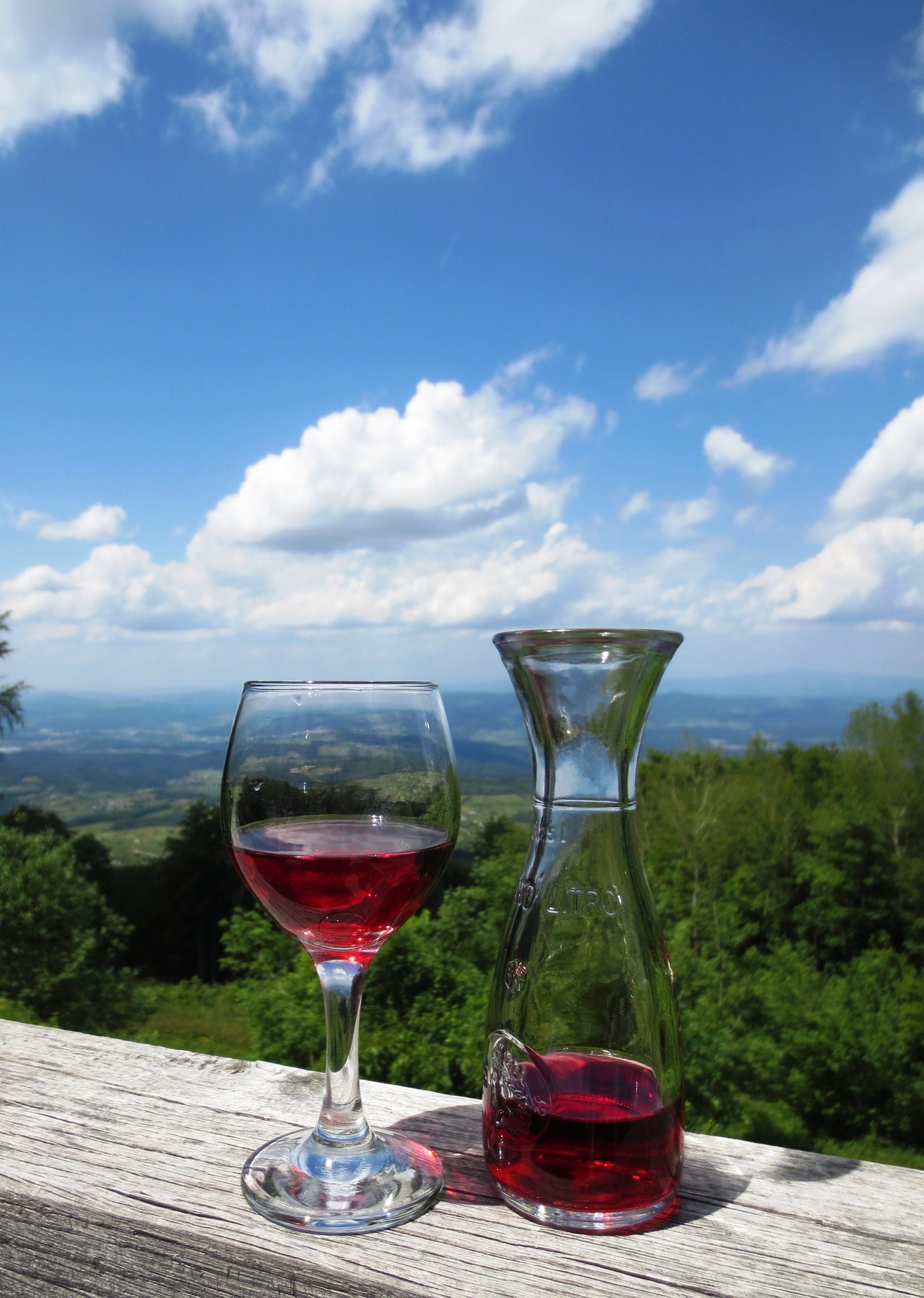
Cviček-Dolenjska

Cviček  es un vino esloveno de la región Baja Carniola de Eslovenia, también conocida como Dolenjska. Es un vino único, compuesto de diferentes variedades de uva, incluyendo las especies de uva roja y uva blanca. Cviček también es la bebida alcohólica con menor contenido de alcohol en Europa, con tan solo 10%.  A pesar de su larga historia de ser conocido como un vino pobre y amargo, reciente se ha convertido en una bebida popular entre locales y visitantes de la región.

## Historia
En la Edad Media la región de Baja Carniola fue contribuyente de la Marca de Carniola, y su vino fue llamado Marvin (en alemán: Marwein/Markwein), que también fue mencionado por Janez Vajkard Valvasor, un historiador del siglo XVII. Con la abolición del viejo sistema de Viticultura, el pueblo comenzó a descuidar los viñedos, se dio una importante decadencia en el vino, ocasionando que su calidad cayera gradualmente. Tornándose cada vez más amargo, se le comenzó a referir como cviček (palabra de Esloveno antiguo para llamar a un vino muy amargo), y de alguna forma el nombre quedó en uso. También se rumora que el nombre proviente de la expresión alemana zwikt. Una vez obteniendo la independencia, los habitantes de la región Dolenjska defendieron la calidad del vino. Hoy en día se ha convertido en una bebida casual de gran popularidad.

## Producción
El Cviček se produce a través de un complejo proceso donde se mezclan diferentes variedades de uvas para crear el producto final.
- El principal ingrediente es el vino Žametna Črnina, que compone el 45% del Cviček, generalmente es un tipo de vino añejo que requiere de mucho sol. A pesar de esto, no contiene altas cantidades de azúcar, pero tiene cualidades ácidas para ser el ingrediente básico. Žametna es la uva vinícola más antigua de Europa, de por lo menos 400 años, y crece en la región vinícola más antigua de Maribor.[3]
- Modra Frankinja, también llamada Franconia Azul, que aporta al Cviček su sabor característico.
- Posteriormente se adiciona Kraljevina, un vino blanco, y se usa para cambiar el nivel de acidez a fin de hacerlo más placentero al paladar.
- En ocasiones puede incluirse en la mezcla Laški Rizling o Riesling Italiano.

No existe una fórmula exacta para Cviček, y cada productor propone un sabor diferente a su propio gusto, único en cada viñedo. El nivel de alcohol también puede ser alterado, pero no puede tener más de 10%. Esto puede ser un problema especialmente durante las temporadas calurosas, en donde se genera más azúcar en las uvas, incrementando el nivel de alcohol durante el proceso de elaboración. Para contrarrestar éste efecto, se incrementa la cantidad de Žametovka, ya que éste tiene menor contenido de alcohol.

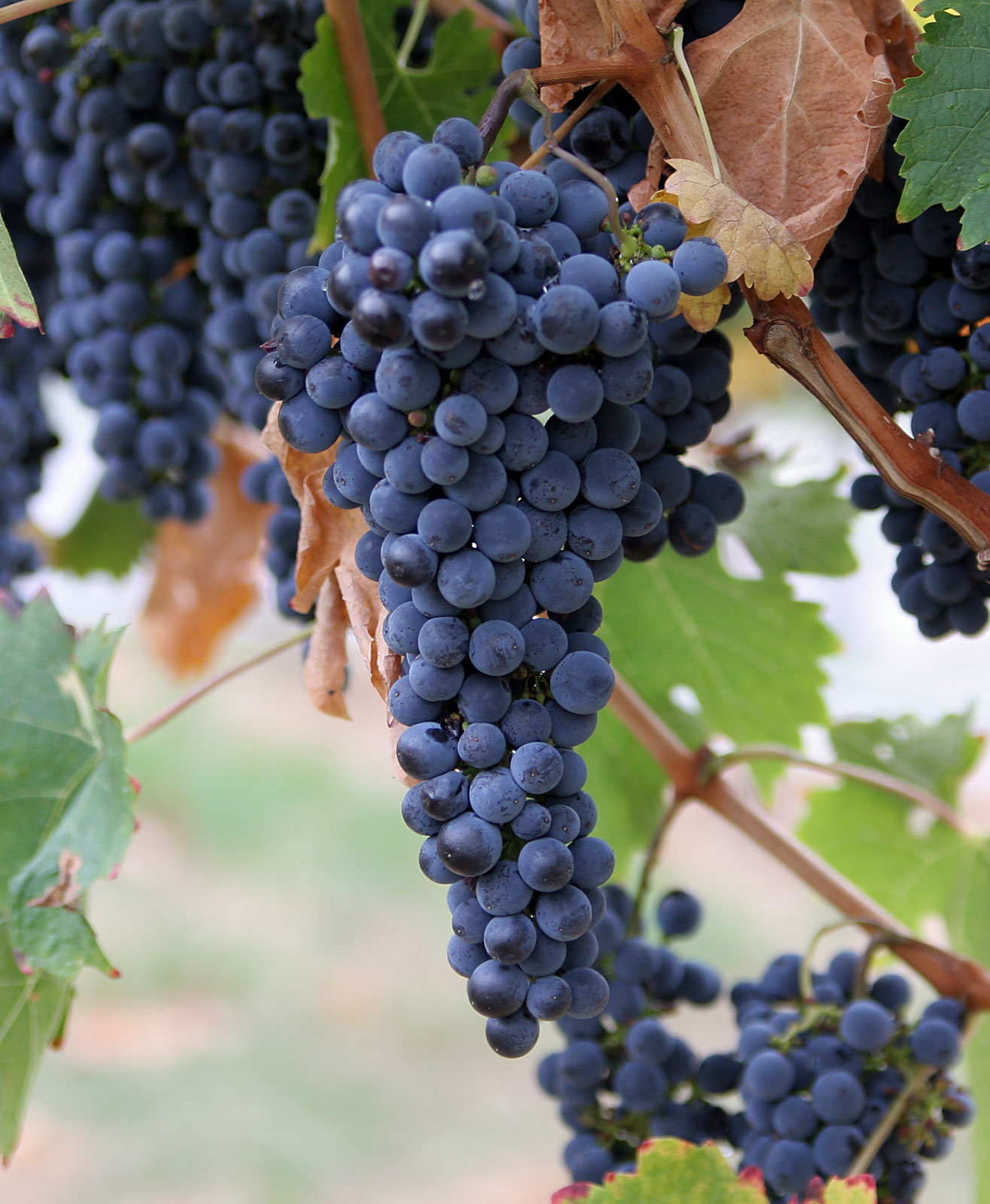
Modra Frankinja

## Sabor
Es común en el Cviček tener una acidez característica; sin embargo, esto no necesariamente significa que deba ser demasiado ácido. Sin embargo, no sería apropiado hacerlo muy dulce para tener mayor aceptación.

## Beneficios a la salud
Así como en otros vinos, el Cviček cuenta con un número excepcional de efectos benéficos para la salud. De entre todos los vinos del mundo éste destaca por su combinación de bajos niveles de azúcar y contenido de alcohol. Esto lo hace altamente recomendable en diabéticos, además de considerase como un vino dietético. Al mismo tiempo, la mezcla de vinos le da efectos positivos para la salud (reduce riesgos cardiovaculares). El consumo de Cviček tiene efectos favorables para la digestión, el metabolismo, previene insomnio y fortalece el flujo sanguíneo. Su consumo regular previene ataques cardiacos. Diversos estudios concluyen en que su consumo regular (1 o 2 vasos por día) mejora la actividad antioxidante en la sangre y previene la agregación plaquetaria, reduciendo el riesgo de derrame cerebral o ataque cardiaco. En el mismo sentido, el alcohol etílico en el vino actúa de forma similar a un solvente. Diversos científicos estudiando la generación y desarrollo del cáncer han encontrado sustancias antitumores en el vino tinto.